# Lijst van nummer 1-hits in Duitsland in 2013
Deze hits stonden in 2013 op nummer 1 in de Musikmarkt Top 100, de bekendste hitlijst in Duitsland.
| Datum        | Artiest                       | Titel                 |
| ------------ | ----------------------------- | --------------------- |
| 4 januari    | Rihanna                       | Diamonds              |
| 11 januari   | PSY                           | Gangnam style         |
| 18 januari   | will.i.am & Britney Spears    | Scream & shout        |
| 25 januari   | will.i.am & Britney Spears    | Scream & shout        |
| 1 februari   | will.i.am & Britney Spears    | Scream & shout        |
| 8 februari   | will.i.am & Britney Spears    | Scream & shout        |
| 15 februari  | will.i.am & Britney Spears    | Scream & shout        |
| 22 februari  | will.i.am & Britney Spears    | Scream & shout        |
| 1 maart      | will.i.am & Britney Spears    | Scream & shout        |
| 8 maart      | will.i.am & Britney Spears    | Scream & shout        |
| 15 maart     | will.i.am & Britney Spears    | Scream & shout        |
| 22 maart     | Passenger                     | Let her go            |
| 29 maart     | Passenger                     | Let her go            |
| 5 april      | Passenger                     | Let her go            |
| 12 april     | Passenger                     | Let her go            |
| 19 april     | Passenger                     | Let her go            |
| 26 april     | P!nk & Nate Ruess             | Just give me a reason |
| 3 mei        | P!nk & Nate Ruess             | Just give me a reason |
| 10 mei       | Capital Cities                | Safe and sound        |
| 17 mei       | Capital Cities                | Safe and sound        |
| 24 mei       | Beatrice Egli                 | Mein herz             |
| 31 mei       | Daft Punk & Pharrell Williams | Get lucky             |
| 7 juni       | Daft Punk & Pharrell Williams | Get lucky             |
| 14 juni      | Robin Thicke, T.I. & Pharrell | Blurred lines         |
| 21 juni      | Robin Thicke, T.I. & Pharrell | Blurred lines         |
| 28 juni      | Robin Thicke, T.I. & Pharrell | Blurred lines         |
| 5 juli       | Robin Thicke, T.I. & Pharrell | Blurred lines         |
| 12 juli      | Cro                           | Whatever              |
| 19 juli      | Avicii                        | Wake me up            |
| 26 juli      | Avicii                        | Wake me up            |
| 2 augustus   | Avicii                        | Wake me up            |
| 9 augustus   | Avicii                        | Wake me up            |
| 16 augustus  | Avicii                        | Wake me up            |
| 23 augustus  | Avicii                        | Wake me up            |
| 30 augustus  | Avicii                        | Wake me up            |
| 6 september  | Avicii                        | Wake me up            |
| 13 september | Avicii                        | Wake me up            |
| 20 september | Avicii                        | Wake me up            |
| 27 september | Jason Derulo & 2 Chainz       | Talk dirty            |
| 4 oktober    | Jason Derulo & 2 Chainz       | Talk dirty            |
| 11 oktober   | Jason Derulo & 2 Chainz       | Talk dirty            |
| 18 oktober   | James Blunt                   | Bonfire heart         |
| 25 oktober   | Klingande                     | Jubel                 |
| 1 november   | Avicii                        | Hey brother           |
| 8 november   | Klingande                     | Jubel                 |
| 15 november  | Klingande                     | Jubel                 |
| 22 november  | Klingande                     | Jubel                 |
| 29 november  | Klingande                     | Jubel                 |
| 6 december   | Klingande                     | Jubel                 |
| 13 december  | Klingande                     | Jubel                 |
| 20 december  | Faul & Wad Ad vs. Pnau        | Changes               |
| 27 december  | Pitbull & Ke$ha               | Timber                |